# Norton-on-Derwent
Norton-on-Derwent – miasto w Anglii, w hrabstwie North Yorkshire, w dystrykcie (unitary authority) North Yorkshire. Leży 28 km na północny wschód od miasta York i 295 km na północ od Londynu. Miejscowość liczy 6943 mieszkańców.